# Lista de futebolistas com mais gols em um ano
Esta é uma lista com os jogadores de futebol com mais gols em apenas uma temporada. Alguns dos maiores artilheiros de todos os tempos se apresentam na lista. 

## Ranking

### Jogos Oficiais e Não-Oficiais
- Notas: 
  - Consideram-se aqui todos os jogos com súmula. Assim, jogos oficiais, amistosos, Jogos festivos e jogos pela seleção do exército estão contabilizados.
  - As temporadas no futebol brasileiro iniciam no primeiro mês do ano e terminam no último. Já a temporada no futebol europeu inicia-se no meio de um ano e termina no meio do outro ano.

| Pos. | Jogador           | Temporada | Gols | Partidas | Média | Ref.  |
| ---- | ----------------- | --------- | ---- | -------- | ----- | ----- |
| 1    | Pelé              | 1959      | 126  | 104      | 1.21  | [ 1 ] |
| 2    | Ernst Stojaspal   | 1947–48   | 111  | 54       | 2.05  | [ 2 ] |
| 3    | Pelé              | 1961      | 111  | 75       | 1.48  | [ 1 ] |
| 4    | Ernest Wilimowski | 1940–41   | 107  | 45       | 2.37  |       |
| 5    | Pelé              | 1965      | 106  | 74       | 1.43  | [ 1 ] |
| 6    | Lionel Messi      | 2011–12   | 91   | 60       | 1.52  | [ 3 ] |
| 7    | Pelé              | 1958      | 90   | 68       | 1.32  |       |
| 8    | Zico              | 1979      | 89   | 51       | 1.74  | [ 4 ] |
| 9    | Gerd Müller       | 1972–73   | 85   | 60       | 1.42  | [ 5 ] |
| 10   | Josef Bican       | 1943–44   | 76   | 32       | 2.38  |       |
| 11   | Jimmy Jones       | 1956–57   | 73   | ?        | ?     |       |
| 12   | Cristiano Ronaldo | 2013      | 69   | 59       | 1.16  |       |
| 13   | Ferenc Deák       | 1945–46   | 68   | 34       | 1.96  |       |

### Apenas Jogos Oficiais

#### Clube e Seleção[6]
- Obs: Esta estatística aponta os jogadores com destaque no seu melhor ano goleador por clube e por seleção.

- Obs: Foram ignoradas as estatísticas de Imre Schlosser pelos Futebol nos  Jogos Olímpicos de 1912.

- Obs: Esta lista ignora gols em amistosos e torneios de nível amistoso por clubes.

- Obs: Estatísticas de Refik Resmja em 1951 não estão completas. 59 foi o mínimo que ele fez em 1951 pelo Partizani.

Pesquisa detalhada sobre os futebolistas com mais gols em um ano. Esta pesquisa mantém estatísticas de gols, partidas, média de gols e gols em uma partida dos jogadores destaques que obtiveram sucesso goleador em um ano
| Pos. | Jogador           | Ano  | Gols | Partidas | Média  | Único. | Doblete. | Hat-trick. | Poker-trick. | Manita. | Outros. |
| ---- | ----------------- | ---- | ---- | -------- | ------ | ------ | -------- | ---------- | ------------ | ------- | ------- |
| 1    | Lionel Messi      | 2012 | 91   | 69       | 1,31   | 16     | 22       | 6          | 2            | 1       | 0       |
| 2    | Zico              | 1979 | 88   | 70       | 1,27   | 15     | 12       | 8          | 3            | 2       | 0       |
| 3    | Gerd Muller       | 1972 | 81   | 60       | 1,35   | 15     | 12       | 8          | 3            | 2       | 0       |
| 4    | Josef Bican       | 1944 | 76   | 32       | 2,38   |        |          |            |              |         |         |
| 5    | Pelé              | 1958 | 75   | 53       | 1,41   | 18     | 5        | 6          | 6            | 1       | 0       |
| 6    | Pelé              | 1965 | 73   | 53       | 1,37   | 17     | 5        | 8          | 3            | 2       | 0       |
| 7    | Romário           | 2000 | 72   | 73       | 0,98   | 26     | 13       | 4          | 2            | 0       | 0       |
| 8    | Peyroteo          | 1938 | 69   | 33       | 2,09   | 8      | 9        | 3          | 2            | 4       | 1       |
| 8    | Cristiano Ronaldo | 2013 | 69   | 59       | 1,16   | 21     | 12       | 8          | 0            | 0       | 0       |
| 10   | Ferenc Deák       | 1946 | 68   | 40       | 1,70   | 8      | 5        | 3          | 5            | 2       | 1       |
| 11   | Just Fontaine     | 1958 | 66   | 55       | 1,20   | 14     | 12       | 4          | 4            | 0       | 0       |
| 12   | Imre Schlosser    | 1912 | 64   | 31       | 2,06   | 6      | 9        | 6          | 1            | 2       | 1       |
| 13   | Pelé              | 1959 | 63   | 49       | 1,28   | 17     | 9        | 8          | 1            | 0       | 0       |
| 13   | Cristiano Ronaldo | 2012 | 63   | 71       | 0,88   | 29     | 11       | 4          | 0            | 0       | 0       |
| 15   | Peyroteo          | 1946 | 62   | 32       | 1,93   | 10     | 8        | 4          | 2            | 2       | 1       |
| 15   | Gyula Zsengellér  | 1938 | 62   | 36       | 1,72.. | 11     | 3        | 7          | 2            | 2       | 1       |
| 15   | Pelé              | 1961 | 62   | 38       | 1,63   | 11     | 8        | 6          | 3            | 1       | 0       |
| 15   | Dixie Dean        | 1927 | 62   | 49       | 1,26   | 12     | 13       | 5          | 1            | 1       | 0       |
| 19   | Ferenc Deák       | 1948 | 61   | 37       | 1,66.. | 13     | 13       | 3          | 2            | 1       | 0       |
| 19   | Gerd Muller       | 1976 | 61   | 54       | 1,14   | 14     | 11       | 2          | 1            | 3       | 0       |
| 19   | Cristiano Ronaldo | 2014 | 61   | 60       | 1,02   | 26     | 11       | 3          | 1            | 0       | 0       |
| 22   | Héctor Scotta     | 1975 | 60   | 57       | 1,05   | 23     | 15       | 1          | 1            | 0       | 0       |
| 22   | Cristiano Ronaldo | 2011 | 60   | 60       | 1,00   | 16     | 8        | 8          | 1            | 0       | 0       |
| 22   | Lionel Messi      | 2010 | 60   | 64       | 0,97   | 15     | 13       | 5          | 1            | 0       | 0       |
| 25   | Refik Resmja      | 1951 | 59   | 23       | 2,56   | 5      | 2        | 2          | 3            | 1       | 4       |
| 25   | Imre Schlosser    | 1911 | 59   | 30       | 1,96   | 6      | 4        | 7          | 2            | 0       | 1       |
| 25   | Gyula Zsengellér  | 1945 | 59   | 37       | 1,59   | 12     | 9        | 3          | 5            | 0       | 0       |
| 25   | Lionel Messi      | 2016 | 59   | 62       | 0,95   | 23     | 9        | 6          | 0            | 0       | 0       |
| 25   | Jimmy Greaves     | 1962 | 59   | 63       | 0,93   | 22     | 12       | 3          | 1            | 0       | 0       |
| 25   | Lionel Messi      | 2011 | 59   | 70       | 0,84   | 21     | 10       | 6          | 0            | 0       | 0       |
| 25   | Ronaldo           | 1997 | 59   | 70       | 0,84   | 30     | 7        | 5          | 0            | 0       | 0       |

#### Seleção
- Obs: Esta estatística aponta os jogadores com destaque no seu melhor ano goleador por sua seleção.

- Obs: Lista ainda precisa de várias atualizações.

- Obs: Não foram contabilizados gols em que o jogador marcou contra clubes ou combinados.

- Obs: Esta estatística ignora gols pelos  Jogos Olímpicos.

| Pos. | Jogador           | Ano  | Gols | Partidas | Média | Único. | Doblete. | Hat-trick. | Poker-trick. | Manita. | Outros. |
| ---- | ----------------- | ---- | ---- | -------- | ----- | ------ | -------- | ---------- | ------------ | ------- | ------- |
| 1    | Sándor Kocsis     | 1954 | 23   | 14       | 1,64  | 3      | 5        | 2          | 1            | 0       | 0       |
| 2    | Ali Daei          | 1996 | 22   | 18       | 1,22  | 7      | 1        | 0          | 2            | 1       | 0       |
| 3    | Romário           | 1997 | 20   | 17       | 1,17  | 7      | 3        | 2          | 0            | 0       | 0       |
| 4    | Just Fontaine     | 1958 | 18   | 12       | 1,50  | 5      | 3        | 1          | 1            | 0       | 0       |
| 5    | Gunnar Nordahl    | 1947 | 15   | 7        | 2,14  | 2      | 3        | 1          | 1            | 0       | 0       |
| 6    | Neymar            | 2015 | 15   | 14       | 1,07  | 2      | 3        | 1          | 1            | 0       | 0       |
| 7    | Ronaldo           | 1997 | 15   | 20       | 0,75  | 4      | 4        | 1          | 0            | 0       | 0       |
| 8    | Cristiano Ronaldo | 2019 | 14   | 10       | 1,40  | 5      | 0        | 3          | 0            | 0       | 0       |
| 9    | Gerd Muller       | 1972 | 13   | 7        | 1,85  | 1      | 2        | 0          | 2            | 0       | 0       |
| 10   | Gerd Muller       | 1970 | 13   | 12       | 1,08  | 3      | 2        | 2          | 0            | 0       | 0       |
| 10   | Cristiano Ronaldo | 2021 | 13   | 12       | 1,08  | 4      | 3        | 1          | 0            | 0       | 0       |
| 12   | Cristiano Ronaldo | 2016 | 13   | 13       | 1,00  | 3      | 3        | 0          | 1            | 0       | 0       |
| 13   | Lionel Messi      | 2012 | 12   | 9        | 1,33  | 4      | 1        | 2          | 0            | 0       | 0       |
| 14   | Imre Schlosser    | 1911 | 12   | 7        | 1,71  | 1      | 1        | 1          | 0            | 0       | 1       |
| 15   | Ferenc Puskas     | 1950 | 12   | 6        | 2,00  | 1      | 2        | 1          | 1            | 0       | 0       |
| 16   | Gerd Muller       | 1971 | 12   | 8        | 1,50  | 2      | 2        | 2          | 0            | 0       | 0       |
| 17   | Ferenc Puskas     | 1949 | 11   | 8        | 1,37  | 2      | 3        | 1          | 0            | 0       | 0       |

#### Relação de gols dos jogadores por torneio

##### Lionel Messi em 2012 por torneio
| Torneio                             | Gols | Partidas | Média |
| ----------------------------------- | ---- | -------- | ----- |
| La Liga                             | 59   | 38       | 1,55  |
| Copa del Rey                        | 5    | 8        | 0,625 |
| Liga dos Campeões da UEFA           | 14   | 11       | 1,27  |
| Eliminatórias da Copa do Mundo FIFA | 5    | 5        | 1,00  |
| Supercopa da Espanha                | 2    | 2        | 1,00  |
| Amistosos pela Argentina            | 7    | 4        | 1,75  |
| Total                               | 91   | 69       | 1,31  |

##### Gerd Muller em 1972 por torneio
| Torneio                                             | Gols | Partidas | Média  |
| --------------------------------------------------- | ---- | -------- | ------ |
| Campeonato Alemão                                   | 42   | 34       | 1,23   |
| Copa da Alemanha                                    | 7    | 6        | 1,16   |
| Liga dos Campeões da UEFA                           | 10   | 4        | 2,50   |
| Taça das Taças                                      | 1    | 4        | 0,25   |
| Copa da Liga Alemã                                  | 12   | 5        | 2,40   |
| Eurocopa                                            | 4    | 2        | 2,00   |
| Qualificatórias para a fase final da UEFA Euro 1972 | 1    | 2        | 0,50   |
| Amistosos pela Alemanha                             | 8    | 3        | 2,66.. |
| Total                                               | 85   | 60       | 1,41   |

##### Pelé em 1958 por torneio
| Torneio               | Gols | Partidas | Média |
| --------------------- | ---- | -------- | ----- |
| Campeonato Paulista   | 58   | 38       | 1,52  |
| Torneio Rio-São Paulo | 8    | 8        | 1,00  |
| Copa do Mundo         | 6    | 4        | 1,50  |
| Amistosos pelo Brasil | 3    | 3        | 1,00  |
| Total                 | 75   | 53       | 1,41  |